# Acromantis elegans
Acromantis elegans är en bönsyrseart som beskrevs av Atilio Lombardo 1993. Acromantis elegans ingår i släktet Acromantis och familjen Hymenopodidae. Inga underarter finns listade i Catalogue of Life.